# Bjarne Fiskum
Bjarne Ivar Fiskum (ur. 27 sierpnia 1939 w Harran na terenie Grongu, zm. 30 sierpnia 2021) – norweski skrzypek, dyrygent, kompozytor i pedagog.

## Życiorys
Jego ojciec  Ottar Fiskum (1913–1988) był dyrygentem i organistą. 
Bjarne Fiskum studiował w Oslo, Sztokholmie, Kopenhadze i Wiedniu. Po ukończeniu studiów w 1960 został zatrudniony jako skrzypek w Oslo Filharmoniske Orkester, gdzie po 5 latach zadebiutował jako solista oraz objął stanowisko drugiego koncertmistrza (1965–1973). W 1977 założył i prowadził orkiestrę kameralną „Det Norske Kammerorkester”, a następnie w latach 1977–1984 był koncertmistrzem w Trondheim Symphony Orchestra. 
Od 1983 jest profesorem wykładowcą w Katedrze Muzyki na Norweskim Uniwersytecie Naukowo-Technicznym w Trondheim. Jego uczniem był norweski skrzypek Henning Kraggerud. Fiskum uczył także w Heimdal videregående skole i grał z „Hindarkvartetten” i „Trondheim Trio”.
W 1988 założył zespół kameralny „TrondheimSolistene” i był jego dyrektorem artystycznym do 2001.

## Odznaczenia i nagrody
- Lindemanprisen (1995)[8]
- Komandor Orderu Świętego Olafa (2002)[5]
- Nord-Trøndelag fylkes kulturpris (2008), razem z kameralistami „TrondheimSolistene”[5]

## Wybrana dyskografia
- 1992  Edvard Grieg - The Trondheim Soloists, Bjarne Fiskum - „String Quartet No. 1 Opus 27 (Arranged For String Orchestra) / Two Elegiac Melodies (Opus 34) / In Folk Style (Opus 64) / Åses' Death” (CD, Album) - Victoria (2), De Norske Bokklubbene[9]
- 1993  Edvard Grieg - Marianne Hirsti, Trondheim Symphony Orchestra, Ole Kristian Ruud, The Trondheim Soloists, Bjarne Fiskum - „Complete Chamber Music Vol. II” (CD, Album) - Victoria (2), De Norske Bokklubbene[9]
- 1996 Per Brochmann / The Trondheim Soloists* / Bjarne Fiskum - „Vivaldi - Telemann - Sammartini” (CD, Album) - Vanguard Classics[9]
- 2000 César Franck, Fartein Valen, Bertil Palmar Johansen, Terje Bjørklund - Bjarne Fiskum, Jørgen Larsen - Untitled (CD, Album) - Sonor Records[9]
- 2000  Bertil Palmar Johansen - Trondheim Unge Strykere, Bjarne Fiskum - „On A Spring String” (CD, Album) - Hemera Music[9]